# 南宮崎駅
南宮崎駅（みなみみやざきえき）は、宮崎県宮崎市東大淀二丁目にある、九州旅客鉄道（JR九州）の駅である。事務管コードは▲940505。構内に宮崎支社と宮崎車両センターが設置されている。

## 概要
宮崎県の鉄道交通の要衝となる駅である。日豊本線を所属線とし、当駅を起点とする日南線を加えた2路線が乗り入れている。日南線の下り列車の大半と上り列車の一部は日豊本線宮崎駅発着で運行される。
このほか、日南線田吉駅を起点とする宮崎空港線の全列車が当駅まで乗り入れる。宮崎空港線の列車は大半が延岡駅・大分駅方面に直通している（一部当駅または宮崎駅発着の列車もある）。
全列車が停車し、特急「にちりん」「ひゅうが」のうち朝・夜間の列車は当駅発着で運行される。

## 歴史
- 1913年（大正2年）10月31日：赤江駅として宮崎軽便鉄道（宮崎交通の前身）が開設[1]。
- 1915年（大正4年）3月20日：大淀駅に駅名改称し[1]宮崎 - 青井岳駅間を鉄道院が開業し宮崎県営鉄道が借受業務委託。
- 1916年（大正5年）10月16日：宮崎県営鉄道が国有化され鉄道院が所管。
- 1942年（昭和17年）4月1日：南宮崎駅に駅名再改称[1]。
- 1945年（昭和20年）8月12日：宮崎大空襲で駅本屋構内被災全焼。
- 1962年（昭和37年）7月1日：宮崎交通南宮崎 - 内海駅間廃止。
- 1963年（昭和38年）
  - 5月8日：日南線南宮崎 - 北郷駅間開通し、日南線全通。
  - 6月1日：貨物取扱廃止[5]。
- 1973年（昭和48年）：構内に継電器連動装置導入[6]。
- 1976年（昭和51年）
  - 8月25日：鉄筋コンクリート造の現駅舎が竣工[1][7]。
  - 8月26日：自動券売機設置。
- 1983年（昭和58年）
  - 3月16日：この日より業務委託駅となるはずだったが、これに反対していた国鉄労働組合がピケを張って実力で阻止する[8]。
  - 3月29日：団体交渉により労使が合意し、この日より業務委託駅へ移行する[8]。
- 1987年（昭和62年）4月1日：国鉄分割民営化に伴い、九州旅客鉄道（JR九州）の駅となる[5]。
- 2014年（平成26年）2月20日：駅舎の改装とバリアフリー化工事が完了する[9][10]。
- 2015年（平成27年）11月14日：ICカード「SUGOCA」の利用が可能となる[11]。
- 2017年（平成29年）10月1日：構内連動装置に伴う駅組織改正。
  - 構内連動装置を電子連動装置に更新。
  - 接近放送運用開始[6]。
  - 南宮崎駅長職廃止。
  - 日南線管理駅を南宮崎指令に移管。
- 2018年（平成30年）2月4日：PRC導入[6]。
- 2022年（令和4年）4月1日：宮崎支社の発足により、鹿児島支社から同支社へ移管[12]。
- 2023年（令和5年）10月1日：駅体制の見直しに伴い、九州旅客鉄道本体による直営駅へと変更される[13]。南宮崎駅長職再設置。

## 駅構造
島式ホーム2面4線と車両留置用側線7本を有する地上駅で、鉄筋コンクリート2階建ての橋上駅舎を有する。1階は食堂・トイレ、2階が改札口となっており、ホームとは跨線橋とエレベーターで連絡する。
JR九州本体による直営駅であり、みどりの窓口が設置されている。
1973年（昭和48年）製の継電器連動装置を使用し、PRC未導入のため構内の進路変更は全て手動で行われ、1983年の業務委託開始後から2017年9月までは構内進路の操作のため、駅長および本体の輸送職員が配置されていた。2017年10月1日に電子連動装置へ更新、2018年2月4日PRCが導入された。同時に2017年10月より接近放送が導入された。構内PRC化以降、宮崎乗務センター傘下の南宮崎指令がPRCの制御・日南線所属駅の駅管理を行うこととなり、駅長職廃止、本社職員の配置が廃止され完全な委託駅となった。2023年10月に再度直営駅化され、駅長職が再設置された。
IC乗車カード「SUGOCA」の利用が可能（相互利用可能ICカードはSUGOCAの項を参照）で、簡易SUGOCA改札機が設置されている。SUGOCAはみどりの窓口や自動券売機（無記名式のみ）で購入できる。
タッチパネル式のICカード対応自動券売機が設置されており、SUGOCAポイントのチャージやICカードでの特急券の購入などが行える。また、改札内にもICカードチャージ機が設置されている。
主要駅かつ都城・鹿児島中央方面の「きりしま」と延岡・大分方面の「にちりん」などの特急同士の乗換駅でもあるが、改札内外・ホームに売店は無い。都城方面は1・2・3番のりば、青島・宮崎空港方面は3・4番のりばに発着する。宮崎・延岡方面はいずれののりばからも発着する。駅構内には宮崎車両センターがあり、当駅の車両留置用側線を用いて鉄道車両の滞泊・整備や列車の組成などを行っている。
2014年2月には駅舎の改装とバリアフリー化が完了した。1・2番線ホームと比較して幅が非常に狭くなっていた3・4番線のホームが拡幅され、踊り場にあったトイレは1階へ移動、2階部分の改札口と1階のホームなどを結ぶエレベーター（3基）が新設された。
駅構内1階には1980年頃から食堂ライオンが営業。だが2022年9月に店の創業者夫妻が高齢を理由に引退。同年10月からは新しい経営者が食堂を引き継いで営業している。

### のりば
| 番線  | 路線        | 方向 | 行先                               | 備考                  |
| ----- | ----------- | ---- | ---------------------------------- | --------------------- |
| 1 - 4 | ■日豊本線   | 下り | 都城・隼人・鹿児島・鹿児島中央方面 |                       |
| 1 - 4 | ■日豊本線   | 上り | 宮崎・延岡・佐伯方面               | 4番のりばは使用しない |
| 3・4  | ■日南線     | -    | 青島・油津・志布志方面             |                       |
| 3・4  | ■宮崎空港線 | -    | 宮崎空港方面                       |                       |

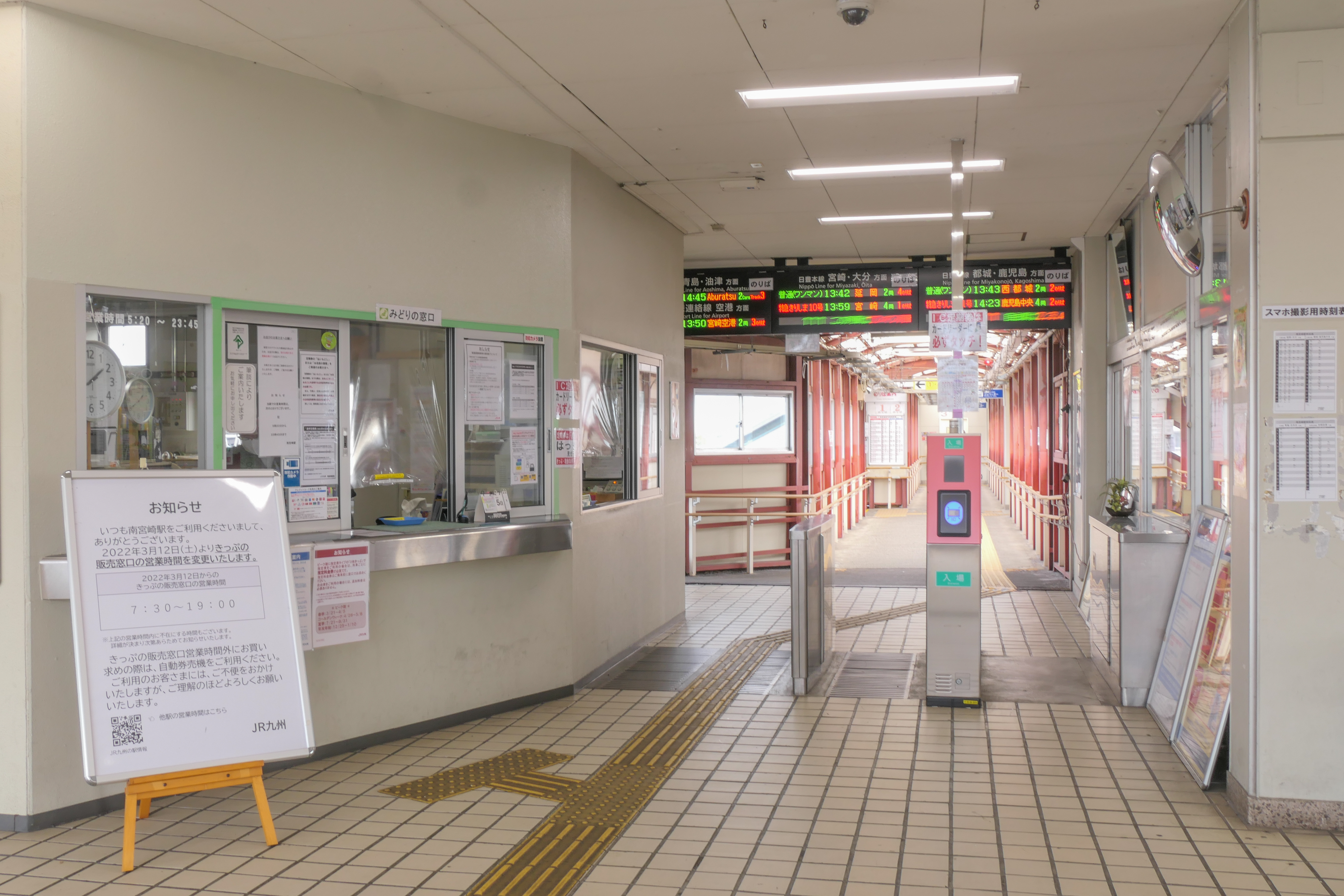
改札口
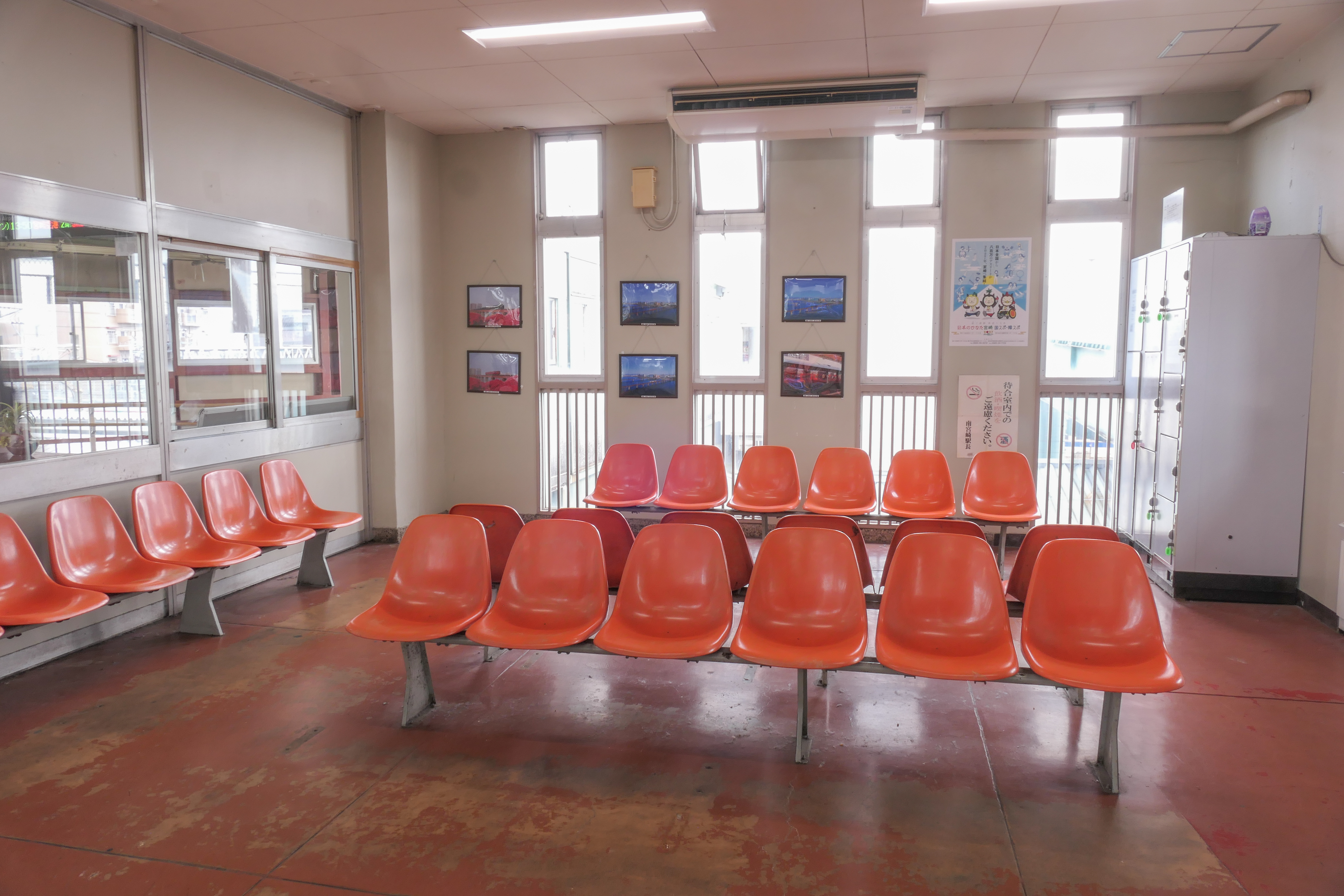
待合室
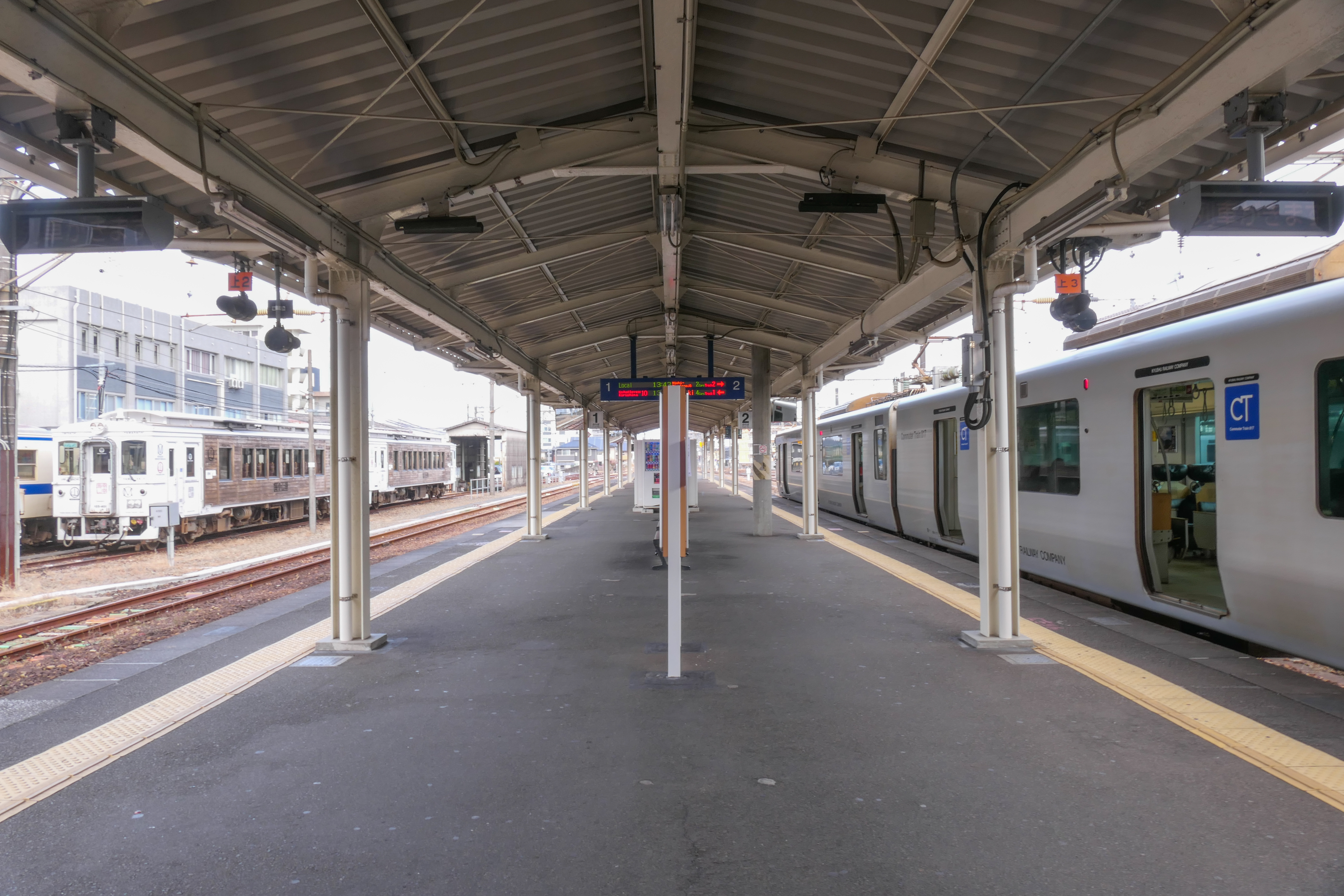
1・2番線ホーム
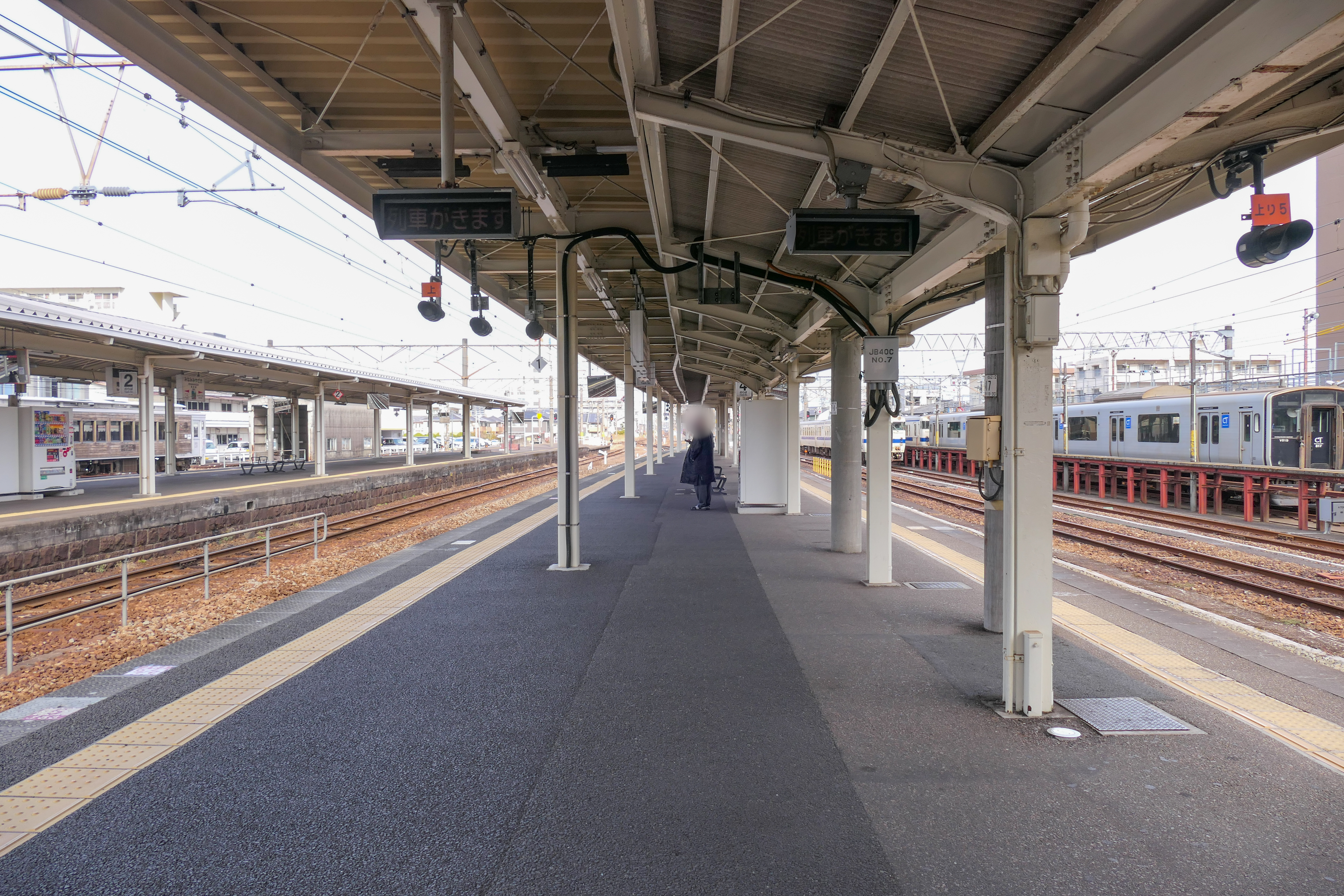
3・4番線ホーム
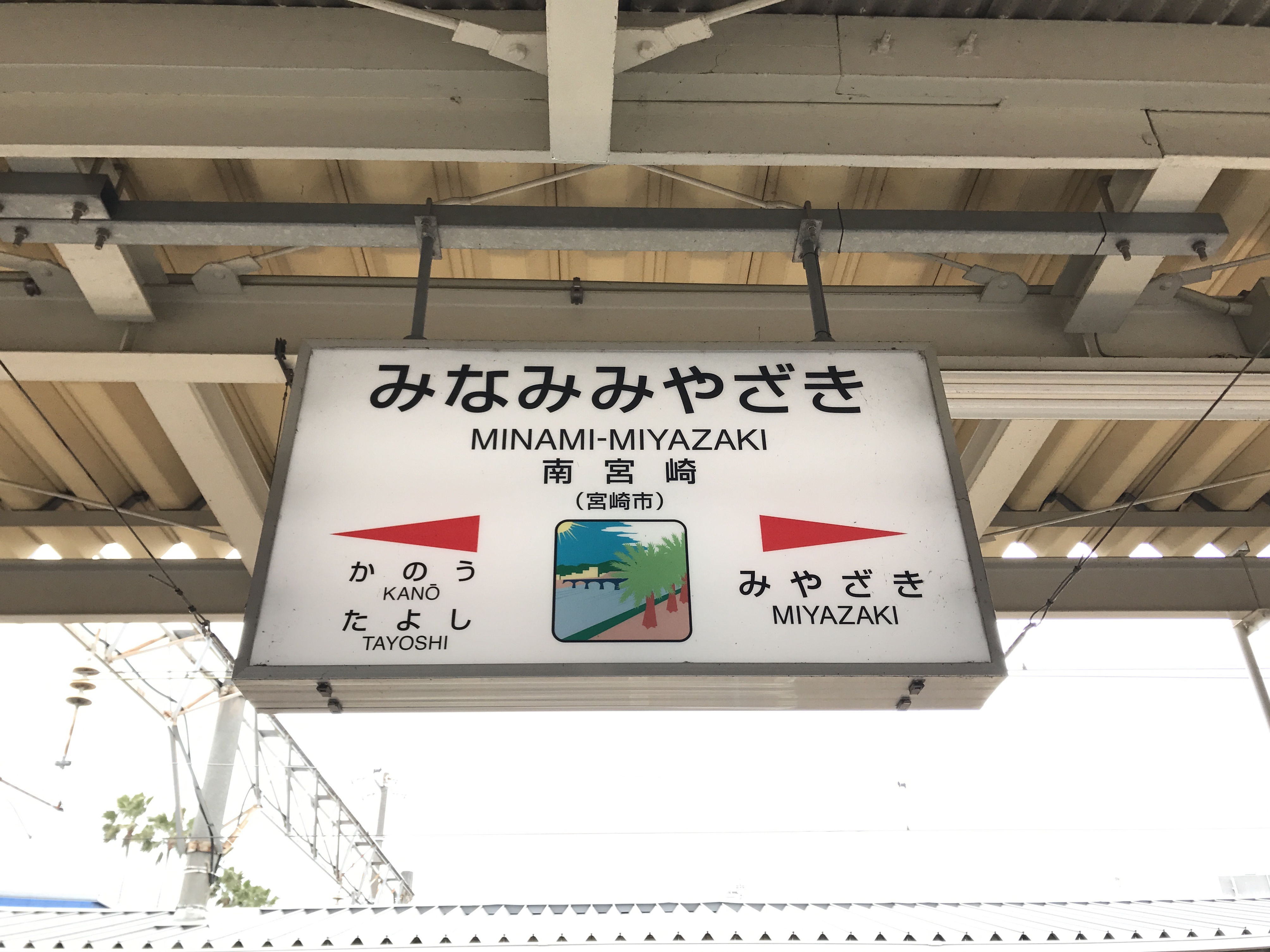
駅名標

## 利用状況
2023年（令和5年）度の1日平均乗車人員は1,691人である。宮崎県内では宮崎駅に次いで2番目に多い。
近年の1日平均乗車人員の推移は以下の通り。
| 年度   | 1日平均 乗車人員 | 出典   |
| ------ | ---------------- | ------ |
| 1995年 | 2,598            | -      |
| 1996年 | 2,268            | -      |
| 1997年 | 2,126            | -      |
| 1998年 | 2,079            | -      |
| 1999年 | 2,076            | -      |
| 2000年 | 2,011            | -      |
| 2001年 | 2,115            | -      |
| 2002年 | 2,226            | -      |
| 2003年 | 2,223            | -      |
| 2004年 | 2,212            | -      |
| 2005年 | 2,157            | -      |
| 2006年 | 2,088            | -      |
| 2007年 | 2,057            | -      |
| 2008年 | 2,049            | -      |
| 2009年 | 1,943            | -      |
| 2010年 | 1,960            | -      |
| 2011年 | 1,991            | -      |
| 2012年 | 2,000            | -      |
| 2013年 | 2,030            | -      |
| 2014年 | 1,939            | -      |
| 2015年 | 1,963            | -      |
| 2016年 | 1,963            | [ 18 ] |
| 2017年 | 1,960            | [ 19 ] |
| 2018年 | 1,891            | [ 20 ] |
| 2019年 | 1,871            | [ 21 ] |
| 2020年 | 1,520            | [ 22 ] |
| 2021年 | 1,453            | [ 23 ] |
| 2022年 | 1,606            | [ 24 ] |
| 2023年 | 1,691            | [ 17 ] |

## 駅周辺
大淀川の南側に位置し、周辺は宮崎市の中心市街地の南部にあたる。
- 九州旅客鉄道宮崎支社
- 宮崎県庁
- 宮崎市役所
- 宮崎大淀郵便局
- 宮崎市民文化ホール
- 宮崎県立宮崎工業高等学校
- 宮崎県立宮崎農業高等学校
- 宮崎県立宮崎南高等学校
- 大淀川市民緑地
- 国道220号
- 九州電気システム宮崎支店
- スーパーオートバックス宮崎南店
- 宮崎市南部記念体育館
- 宮交シティ - ショッピングセンター・イオン南宮崎店（旧ダイエー宮崎店）と併設
  - 宮交シティ内郵便局
- 航空大学校（同駅からタクシー）
- スーパーセンタートライアル宮崎恒久店

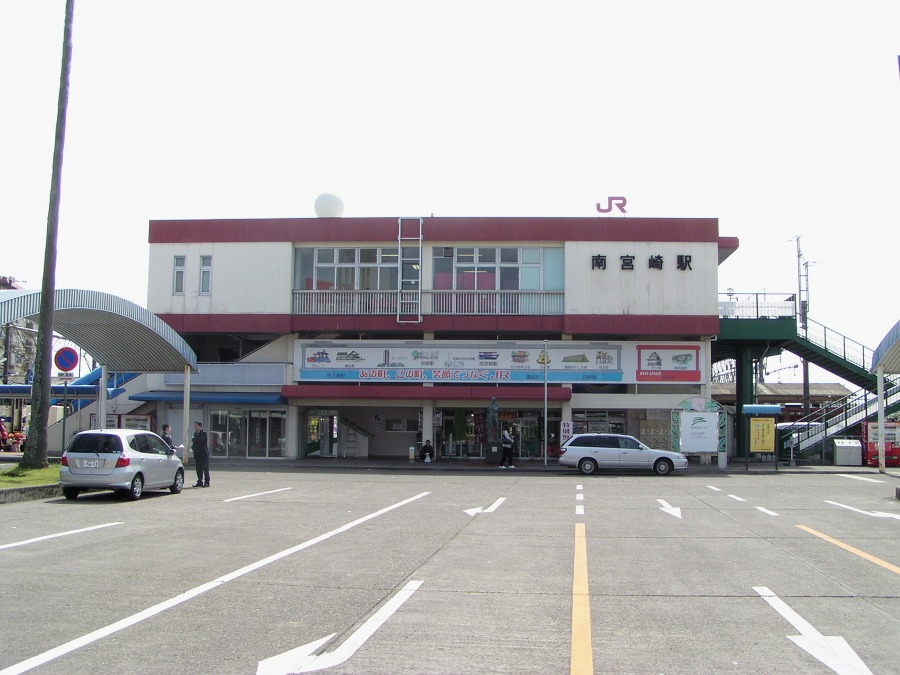
改装前の駅舎（2005年3月）
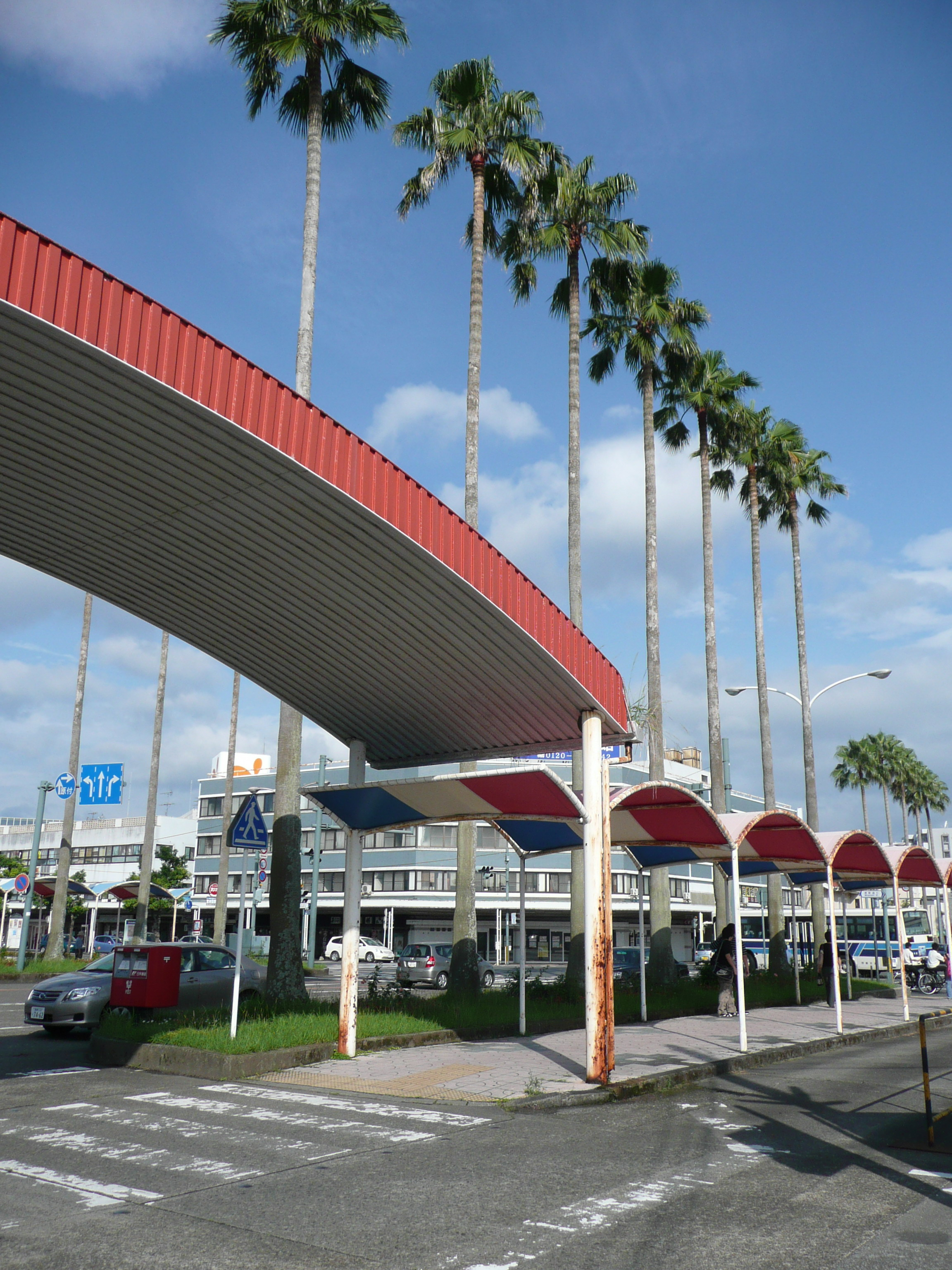
駅前
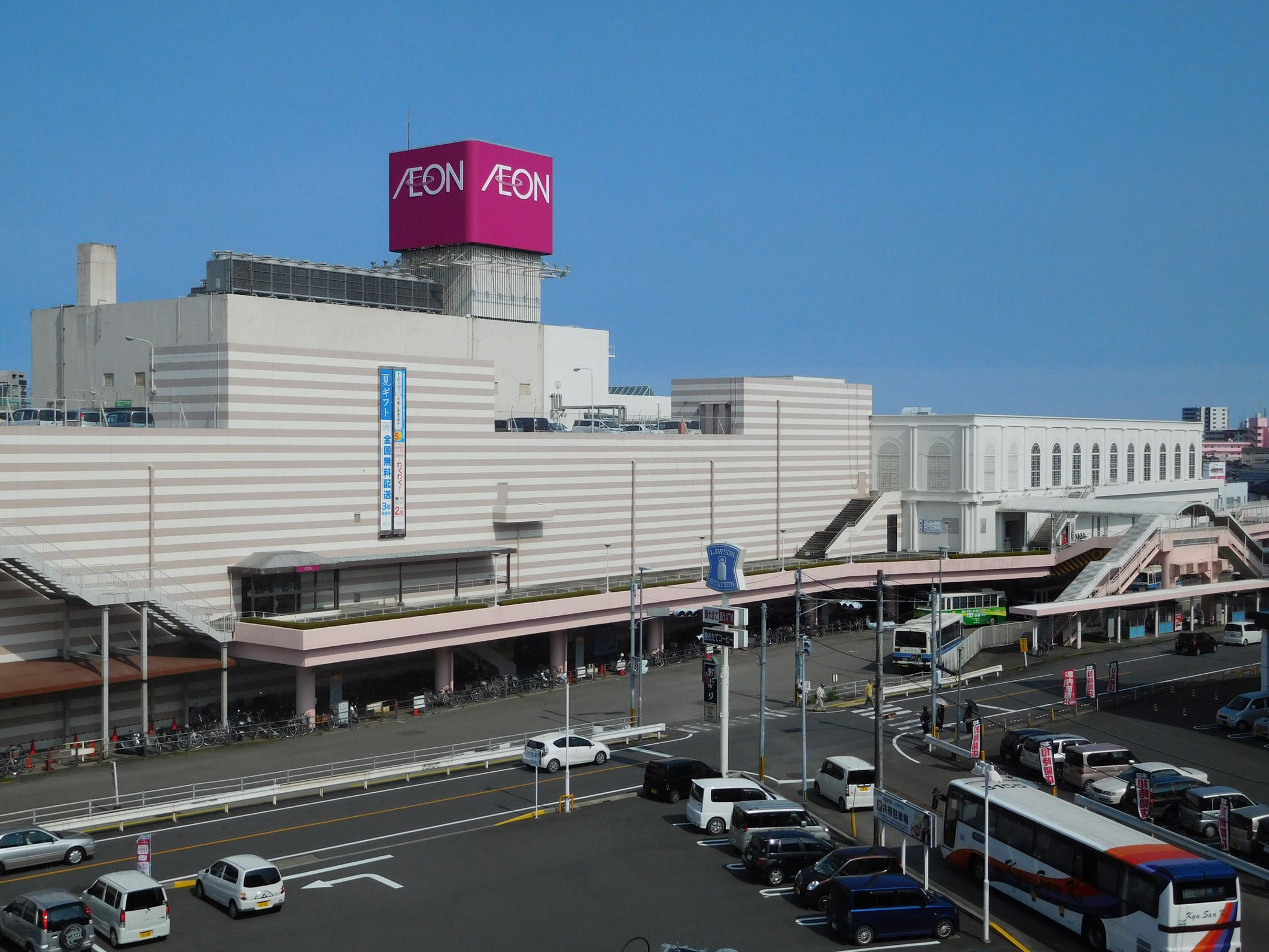
宮交シティ
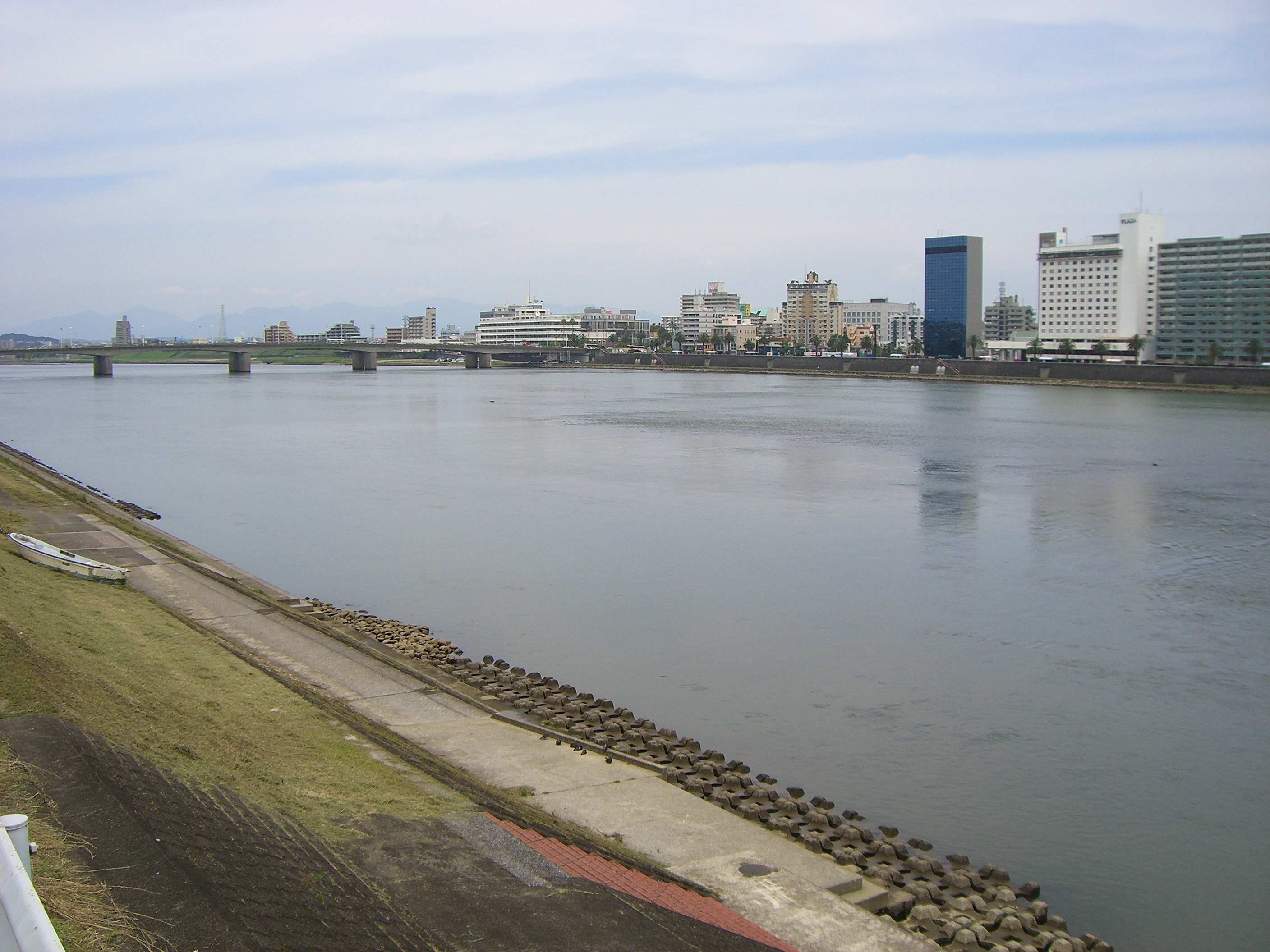
大淀川

## バス路線
駅前には宮崎交通の南宮崎駅前バス停があるが、2022年1月現在、ここを終着とする便は3系統設定されているものの、ここから発車便は廃止となった。その他、博多駅筑紫口への「サンマリンライナー」と「みとシティライナー」の共同バス停が設けられている。
駅から300メートルほど離れた場所にある宮交シティにバスターミナル（宮交シティバスセンター）が設けられており、そこから宮崎市内・宮崎県内外各地への路線バス・高速バスが多数運行されている。宮交シティと宮崎空港を結ぶバスは並行する列車より便数がはるかに多い。

## 隣の駅
九州旅客鉄道（JR九州）
■日豊本線
- 特急「にちりん」「にちりんシーガイア」「ひゅうが」「きりしま」停車駅（「にちりん」「ひゅうが」の一部は当駅発着）

■普通
宮崎駅 - 南宮崎駅 - 加納駅
■日南線（宮崎駅 - 当駅間は日豊本線）
- 特急「海幸山幸」停車駅

■快速「日南マリーン号」・■普通
宮崎駅 - 南宮崎駅 - 田吉駅
■宮崎空港線（宮崎駅 - 当駅間は日豊本線、当駅 - 田吉駅間は日南線）
- 特急「にちりん」「にちりんシーガイア」「ひゅうが」停車駅

■普通
宮崎駅 - 南宮崎駅 - 田吉駅